# 외교사
외교사(外交史, 영어: diplomatic history) 또는 국제관계사(國際關係史)는 여러 국가 간 국제관계의 역사를 다룬다.
국제관계란 복수국가 사이의 관계를 말하는 것이다. 따라서 국가라는 말을 넓게 해석하느냐 좁게 해석하느냐에 따라서 국제 관계가 언제부터 시작되었느냐에 대한 의론(議論)을 세우는 방식이 다를 수 있다. 여기서는 우선 가장 넓은 의미로 국가로 간주하여 설명한다.

## 고대, 중세
국제관계는 먼저 고대의 중근동(中近東) 지역에 있어서 알렉산드로스(Alexandros) 대왕의 제국주의적 팽창 정책이란 형태로 시작했다. 이와 동시에 고대 지중해 주변은 페니키아의 상업 형태로 국제관계의 맹아(萌芽)까지도 나타내고 있었다. 로마시대가 되면 군사적 팽창과 로마법 체계의 팽창이 발을 맞추어 진전했다. 군사적 제국주의와 문화적 제국주의와의 최초의 동서(同棲) 형태가 여기에서 보였다. 중세는 카톨릭이란 언어가 보편적인 의미를 지닌 바와 같이 로마교회를 정점으로 하는 하나의 국제적 사회를 형성하고 있었다. 문화와 상업의 국제적 교류도 이루어지고 있었다.

## 근세
그러나 국제관계라는 것을 한층 확대하여 절실하게 한 것은 근세였다. 십자군은 서양이 동양의 문화와 접촉하는 큰 기회를 주었다. 또 그것은 이탈리아의 여러 도시가 번영하는 하나의 기회도 되었다. 신대륙 발견이나 인도 항로의 발견 등은 다시 국제관계를 넓고 깊게 했다. 마침내 포르투갈, 스페인의 자원약탈형(資源掠奪型)의 식민지 영유 경쟁이 시작되었다. 해외로부터의 귀금속의 유입은 유럽에 물가혁명을 가져온 하나의 계기가 되었다. 노예무역은 아프리카를 암흑의 대륙으로 만들었다. 중상주의가 곧 국가들간의 부(富)와 힘이 밸런스나 우열을 본격적으로 문제 삼는 기운(氣運)을 높였다.

## 근대
만약 야만과 문명의 구별을 한다면, 자유주의는 적어도 그 이념(理念)에 있어서는 국제관계를 야만의 단계에서 문명의 단계로 끌어올리는 것을 의미하는 것이었다. 옛날에는 외국은 적(敵)과 같은 의미였다. 적은 이것을 정복하여 그 근본을 쳐서 멸망시켜야 하며 신도 그것을 허락해 주신다는 견해가 강했다. 이에 대하여 외국은 일정한 룰을 세워 경쟁해야 할 라이벌이라는 견해를 확립한 것이 산업형 사회의 특징이며, 군사형 사회에 비하여 일보 전진한 것이라 할 수 있다. 자유주주의 이념 속에는 보다 발전한 견해도 포함되어 있었다. 그것은 외국은 자국과 분업을 통하여 상호이익을 얻도록 해야 한다는 상호의존 · 상호이익의 견해이다. 이것은 자국의 손실은 외국의 이득, 자국의 이득은 외국의 손실이란 편협한 중상주의 사상과 비교할 때 크게 비약한 견해임을 알 수 있다. 이러한 이론으로 고전학파 사람들은 식민지 영유(領有)에 소극적 내지 반대하기까지 했다. 경제면에서의 자유주의 사상은 또한 법률 분야에서의 국제간에 정의 · 관용 · 우애 등을 확립하려는 움직임과 일치했다. 그렇긴 하지만 이 아름다운 이념은 그대로는 관철되지는 않았다. 산업혁명이 영국에서 일어나서 그것이 유럽을 거쳐 전 세계로 파급되어 간 것은 한편으로 말하면 국제관계의 그물의 코가 확대 심화하고, 그것을 통하여 상호 의존·상호 이익을 추구하는 면도 있었다. 그러나 다른 면에서 불평등한 조건하에서의 자유 경쟁이 무자비하게 감행되는 것은 자유 경쟁이란 이름 아래서의 약육강식을 합리화시키는 일이 되기 쉬우며 후진국의 경제적 내셔널리즘이나 자유주의에 대한 보호주의를 유발하는 결과를 가져왔다. 특히 19세기 중엽 이후의 자유주의의 황금시대는 경제적 식민주의의 확대의 시대이기도 했던 것이다.  영국 측에서 보아 국제분업의 확대와 그에 따른 이익의 누적이라 보인 것은 인도 측에서 보면 낡은 체제의 파괴와 종속화와 착취와 부정의(不正義)의 횡행이라 볼 수도 있는 것이었다. 그런데 자본주의의 국제적인 조직망으로 말미암아 인류는 지금까지 전혀 없던 넓고 강한 단일시장을 가지게 된 것, 그래서 거기에는 금본위라는 하나의 기준이 있고 적어도 선진국간에는 최혜국(最惠國) 대우에 따른 통상조약(通商條約)이 있어서 무역이 활발하게 이루어지고, 그것이 여러 자원의 생산적 전용(轉用)에 기여한 일, 또 적어도 영국과 미국, 영국과 캐나다, 영국과 아르헨티나 사이에는 영국 측에서의 이민→인적 자원의 이동, 자금 유입→사회자본 건설, 그리고 미국, 캐나다, 아르헨티나 측에서의 농업 생산물의 수출이란 형태로 어떤 종류의 확대된 국제경제 밸런스가 있었던 점 등은 부정할 수 없다.

## 현대
제1차 세계대전과 1929년의 대공황은 금본위와 최혜국 대우의 두 기둥을 꺾어버리고 말았다. 1917년에 사회주의 국가가 성립한 것은 마침내 하나의 세계시장이 아닌, 두 개의 세계시장을 만든 계기가 되었다.  제2차대전 후는 사회주의권(圈)의 확대, 그리고 동서 대립의 여파로서 자유주의권과의 경제적 교류가 적어지고 반(反) 식민지주의 편은 다가오는 조류와 남북문제의 긴급성, 그리고 미국 경제권, 소련경제권이란 형태의 지역화가 큰 특징으로서 나타나고 있다. 이 가운데 유럽경제공동체(EEC)는 유럽공동체(EC) 단계를 거쳐 1993년 1월 1일 마스트리히트조약에 따라 유럽 제국의 경제적 결합과 정치적 통합을 목표로 유럽연합(EU)으로 발전했다. 한편 소련 경제권은 소련의 해체로 유명무실해졌으며, 최근에는 일본을 중심으로 한 동아시아 경제권이 급부상하고 있다. 이 중에서 새로운 국제질서를 어떻게 만들어 갈 것인가, 그리고 참된 의미로 정의와 관용과 우애를 보유(保有)하면서 상호교류·상호이익의 이상을 살려 국제관계의 동적인 총체적 균형을 달성해 갈 것인가 이것이 현대의 과제이다.

## 같이 보기
- 냉전
- 외교
- 제1차 세계 대전의 외교사
- 제2차 세계 대전의 외교사
- 국제 관계 (1919년-1939년)
- 국제 관계 (1989년 이후)
- 군사사